# Xylocopa caerulea
Xylocopa caerulea là một loài Hymenoptera trong họ Apidae. Loài này được Fabricius mô tả khoa học năm 1804.

## Mô tả
Xylocopa caerulea là một loài tương đối lớn, đạt kích thước trung bình 23 mm (0,91 in). Vùng ngực của loài này được bao phủ bởi những sợi lông màu xanh lam nhạt, tạo cho nó một màu xanh lam nổi bật. Hai bên của bụng và các đoạn bụng đầu tiên cũng được bao phủ bởi lớp lông tương tự, mặc dù một lớp lông màu xanh lam mỏng hơn và mịn hơn.

## Phân bố
Loài này phân bố phổ biến ở Đông Nam Á, Ấn Độ và vùng Hoa Nam (miền nam Trung Quốc) . [4]

## Hình ảnh

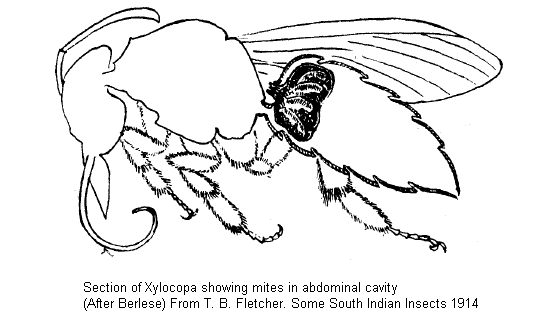
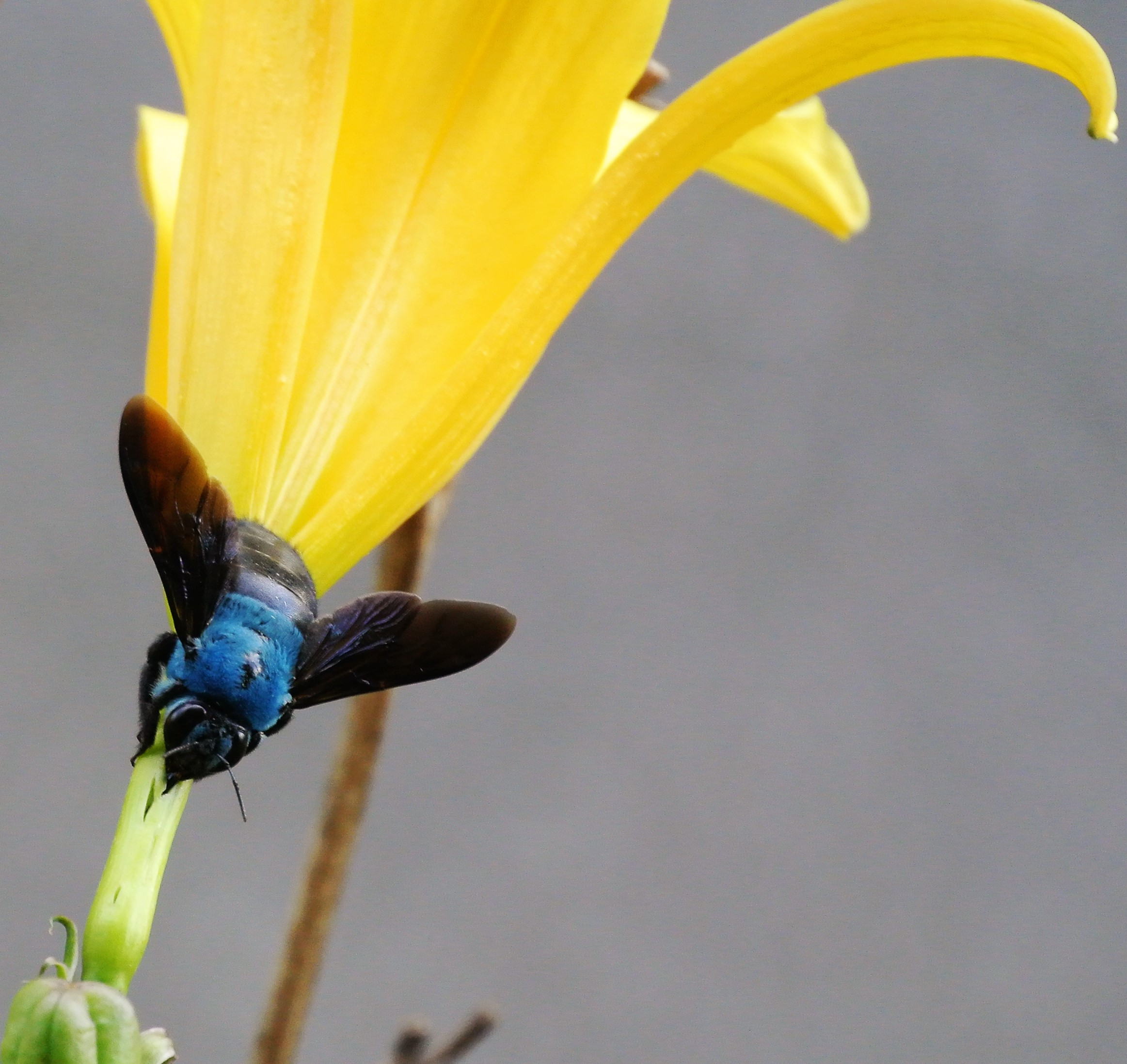
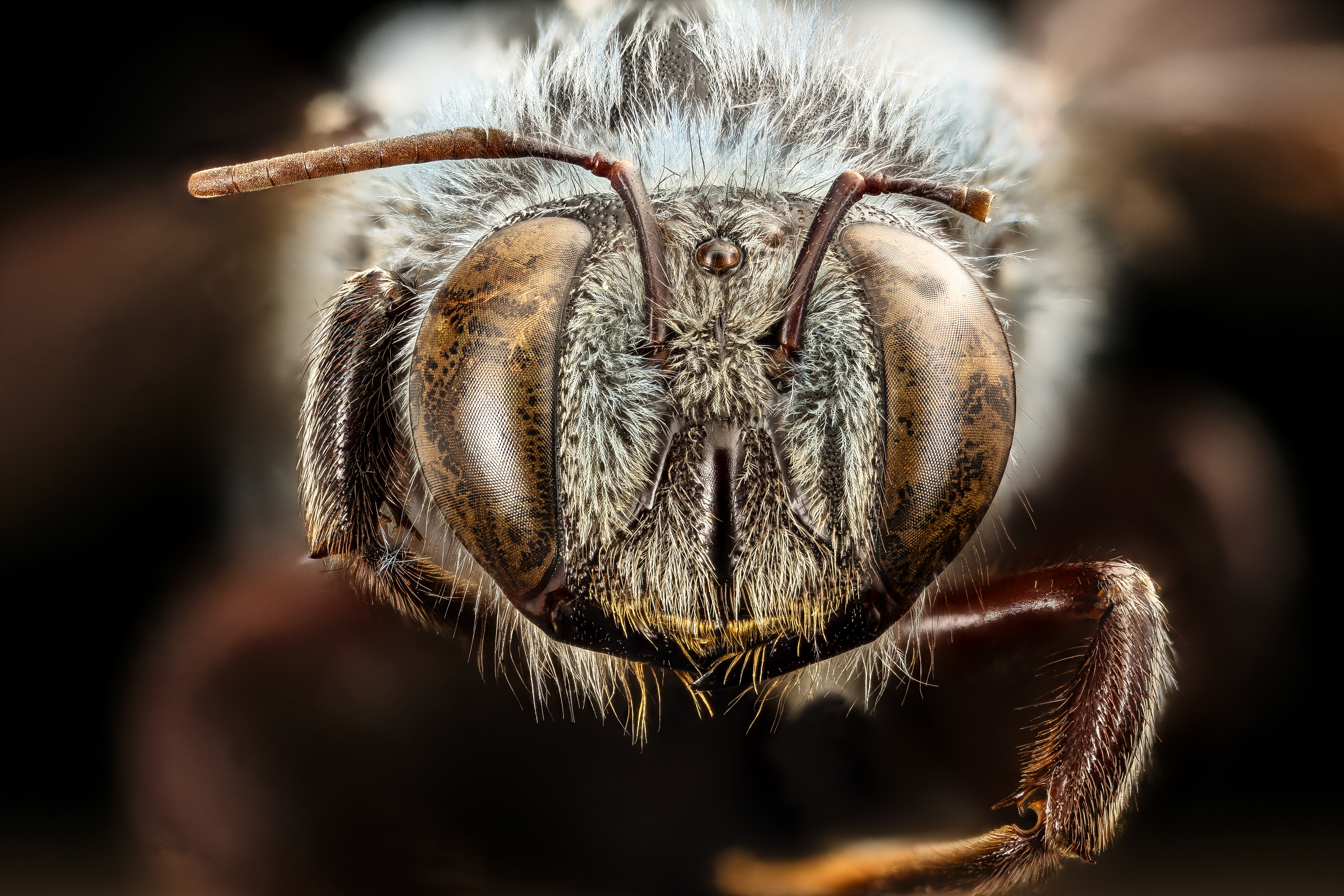